# رينج اوف اونر عرض الذكري السنوية
عرض رينج اوف اونر الذكرى السنوية (بالإنجليزية: The ROH Anniversary Show)‏ هو حدث مصارعة محترف، يقام سنويًا بواسطة ترويج حلبة الشرف. يحتفل الحدث بالذكرى السنوية لافتتاح الاتحاد "عصر الشرف" الذي بدأ في 23 فبراير 2002. لتتزامن مع هذا، يقام عرض الذكرى السنوية عادةً في شهر فبراير، على الرغم من أنه يصادف أحيانًا في شهر مارس. 
على الرغم من أن معظم السنوات شهدت احتفالًا لليلة واحدة، إلا أن السنة الثالثة شهدت ثلاثة أحداث تقام على مدار عطلة نهاية الأسبوع. وفي السنة الخامسة شهدت خمسة أحداث في أماكن ROH الأكثر شعبية، والعرض السادس والأخير في ليفربول، إنجلترا عبر عطلة نهاية الأسبوع ثلاثة عروض. في السنوات الأخيرة، أصبح عرض الذكرى السنوية حدثًا مدته ليلتين، حيث تم بث برنامج كعرض شهري PPV في اليوم التالي مع تسجيلات تلفزيونية لبرنامج رينج اوف اونر ريسلينج الرائد. تم تسجيل جميع الأحداث السابقة وبيعها لاحقًا على قرص DVD. 